# Tommy Davidsson
Tommy Davidsson (* 9. September 1952) ist ein schwedischer ehemaliger Fußballspieler und -trainer. Mittlerweile arbeitet der langjährige Abwehrspieler von Djurgårdens IF als Funktionär im Jugendbereich.

## Werdegang
Davidsson entstammt der Jugend des Stockholmer Klubs Djurgårdens IF. Dort kam er unter Trainer Gösta Sandberg bereits in jungen Jahren in der Allsvenskan zum Einsatz und lief parallel für diverse schwedische Jugendnationalmannschaften auf. Unter dessen Nachfolger Antonio Durán etablierte er sich zu Beginn der 1970er Jahre endgültig an der Seite von Sven Lindman, Björn Alkeby und Tommy Berggren in der Stammformation des Klubs. Mit dem seinerseits achtmaligen Meister belegte er mittlere Tabellenplätze in der Meisterschaft, einzig in der Spielzeit 1973 reichte es – mit sechs Punkten Rückstand auf Meister Åtvidabergs FF – zum dritten Tabellenplatz. Auch nach einem Trainerwechsel zu Bengt Persson war er Stammspieler in der Defensive des Vereins. In der Spielzeit 1975 ein weiteres Mal Tabellendritter rutschte der Klub jedoch in der Folge in den Abstiegskampf. In der Spielzeit 1977 fiel Davidsson längerfristig verletzt aus, der Klub konnte jedoch die Klasse halten. Bis zum Abstieg am Ende der Spielzeit 1981 lief er noch für den Klub in der höchsten schwedischen Spielklasse auf, anschließend beendete er seine aktive Laufbahn.
1983 heuerte Davidsson als Jugendtrainer beim Stockholmer Stadtrivalen Hammarby IF an. 1986 übernahm er das Cheftraineramt beim unterklassig antretenden Huddinge IF, zwei Jahre später zog er zum Tyresö FF weiter. 1991 kehrte er in die Jugendarbeit des Hammarby IF zurück. Beim Zweitligisten ersetzte er zwei Jahre später Kenneth Ohlsson als Cheftrainer, unter dessen Leitung im Vorjahr der Wiederaufstieg in die Allsvenskan verpasst worden war. Als Staffelsieger stieg er in seinem ersten Jahr mit der Mannschaft um Hans Eskilsson, Per Fahlström und Thomas Nilsson in die erste Liga auf. Dort hielt sie in der Erstliga-Spielzeit 1994 erst nach Erfolgen in den Relegationsspielen gegen Kalmar FF die Klasse, am Ende der folgenden Spielzeit belegte sie einen Abstiegsplatz. Daraufhin ersetzte der Klub den Trainer durch Göran Göransson. 
1997 nahm Davidsson erneut als Jugendtrainer bei Hammarby IF die Arbeit wieder auf und war bis 2003 für verschiedene Altersstufen zuständig. Anschließend wechselte er als Cheftrainer zum Kooperationspartner Hammarby Talang FF, der sich in Abstiegsgefahr befand. Mit dem Viertligisten schaffte er am Ende der Spielzeit 2003 den Klassenerhalt. im folgenden Jahr führte er die Mannschaft in die dritte Liga, als Opfer einer Ligareform wurde der Klub jedoch 2005 wieder zurückgestuft. Daraufhin trennte sich der Verein von ihm. 
Als Verantwortlicher für die Jugendabteilung kehrte Davidsson 2006 zu seiner ehemaligen Spielstation Djurgårdens IF zurück.
| Personendaten    | Personendaten                            |
| ---------------- | ---------------------------------------- |
| NAME             | Davidsson, Tommy                         |
| KURZBESCHREIBUNG | schwedischer Fußballspieler und -trainer |
| GEBURTSDATUM     | 9. September 1952                        |